# ウィリアム・オリファント (第4代オリファント卿)
第4代オリファント卿ウィリアム・オリファント（英語: William Oliphant, 4th Lord Oliphant、1661年以前 – 1728年12月27日）は、スコットランド貴族、軍人。1685年のアーガイルの反乱の鎮圧に関わったのち、ジャコバイトとして1689年ジャコバイト蜂起と1715年ジャコバイト蜂起に参加した。

## 生涯
初代オリファント卿パトリック・オリファントと3人目の妻メアリー・クライトン（Mary Crichton、1676年3月31日以降没、初代フレネット子爵ジェームズ・クライトンの娘）の息子として生まれた。
1681年にヘンリー・ゲージ（Henry Gage）大佐がスペイン軍のスコットランド人連隊を起こしたとき、大尉として入隊し、少なくとも1683年から1684年までモンスに駐留した。連隊は直後に解散したが、オリファントは翌年にアーガイルの反乱の鎮圧に向かう初代アソル侯爵ジョン・マレーの軍勢に加わった。同年11月7日にスコッツガーズの歩兵中隊の大尉になり、1687年10月まで務めた。
名誉革命のときは一時アイルランドに向かったが、後にスコットランドに戻って第4代フレンドロート子爵ルイス・クライトンの連隊に入隊、1689年ジャコバイト蜂起におけるキリークランキーの戦いに参戦、1690年9月には襲撃を敢行してスターリングから数マイルのところまで攻め寄せた。スコットランドにおけるジャコバイト最後の拠点であるバカンのフェデレート城が1690年10月に降伏すると、オリファントは捕虜になってパースに投獄され、1691年11月12日に枢密院命令で釈放された。
1692年1月26日、フランドルに渡って3年間会わなかった妻と会う許可を得るためにロンドンに向かうことを許可された。以降20年ほど足取りが明らかではなかったが、1695年にロッテルダムに滞在したことと、1710年に妻とともにオルレアンに滞在したことがわかっているという。1711年にロッテルダム経由でスコットランドに帰国、以降1715年ジャコバイト蜂起が勃発するまでスコットランドに留まった。蜂起が勃発するとジャコバイト側で参加、鎮圧された後はパースシャーでの友人のところに匿われ、少なくとも1716年8月16日までパースシャーに留まった後フランスに逃亡した。
1721年1月14日に兄チャールズの息子パトリックが死去すると、オリファント卿の爵位を継承した。その後、1722年1月にフランスを離れ、ロンドンに数週間滞在したのちスコットランドに戻り、1728年12月27日に死去した。オリファント卿の爵位は弟フランシス（1661年頃 – 1708年9月）の息子フランシスが継承した。

## 家族
スペイン滞在中（1681年から1685年頃）にマリー・マグドゥレーヌ・エリンガ（Marie Magdeleine Elinga）と結婚、少なくとも1男1女をもうけた。
- 男子 - 早世
- マリー・ジャン＝バティスト（Marie Jean-Baptiste） - 1710年11月19日、クルヌ騎士ルイ・グルノリア（Louis Grenolias, sieur de Cournou）と結婚、3男2女をもうけた

ほかにもバンフで結婚した庶出の娘が1人いたという。